# 후쿠이케촌
후쿠이케촌(일본어: 福生村)은 일본 돗토리현 사이하쿠군에 있던 촌이다. 현재의 요나고시의 일부에 해당한다.

## 지리
히노강 하류 좌안에 위치하며, 북쪽은 미호만에 접해 있었다.

## 역사
- 1889년 10월 1일 - 정촌제 시행에 의해 아이미군 가모촌이 성립하였다.
- 1896년 4월 1일 - 군의 통합에 의해 사이하쿠군에 소속되었다.
- 1936년 7월 15일 - 요나고시에 편입해 폐지되었다.

## 교통
- 1925년 요나고-가이케간에 요나고 전차 궤도의 노선이 개통

## 참고문헌
- 角川日本地名大辞典 31 鳥取県
- 『市町村名変遷辞典』東京堂出版、1990年。